# Ameal
Ameal é uma povoação portuguesa do Município de Coimbra que foi sede da extinta Freguesia de Ameal, freguesia que tinha 11,25 km² de área e 1 682 habitantes (2011), e, por isso, uma densidade populacional de 149,5 hab/km². Além da sede, faziam ainda parte da antiga freguesia os lugares de Vila Pouca do Campo e Quinta das Cunhas. 
A Freguesia de Ameal foi extinta em 2013, no âmbito de uma reforma administrativa nacional, sendo o seu território integrado na União das Freguesias de Taveiro, Ameal e Arzila com a sede em Taveiro.
A paróquia de Ameal, que tem como padroeiro S. Justo, era um priorado da apresentação dos frades crúzios do Convento de S. Jorge de Coimbra. Também a Universidade de Coimbra possuiu aqui, posteriormente, alguns casais, por herança dos bens do priorado-mor crúzio.

## História
Foi figura de grande destaque na localidade D. João Maria Correia Aires de Campos, 1.º conde do Ameal. Filho de D. João Correia Aires de Campos, notável arqueólogo, e de D. Leonor de Sá Correia, foi chefe do Partido Regenerador em Coimbra, ainda sob o regime monárquico, deputado e presidente desta Câmara Municipal. Criterioso coleccionador, reuniu no seu palácio, à rua da Sofia, um autêntico museu, constituído por inúmeras peças de incalculável valor. Formou uma das melhores bibliotecas da época, ao nível daquelas que existiam, já, em Lisboa e no Porto. Comprou o Colégio de S. Tomás, construído em 1566, do qual viria a resultar o actual Palácio da Justiça. Recebeu o título de Conde em 22 de Junho de 1901, por D. Carlos I. O 2º Conde do Ameal, D. João de Sande de Magalhães Mexia Salema Aires de Campos, filho do primeiro, foi também 1.º Visconde do Ameal. Recebeu esse título no mesmo dia em que o pai recebia o de Conde. Desempenhou importantes cargos políticos, desde deputado em várias legislaturas até Secretário do Ministro dos Estrangeiros Venceslau de Lima. Foi Presidente do Asilo de Mendicidade de Coimbra, seguindo a tradição familiar (já João Maria Correia Aires de Campos o fora). 

## Património
Juntamente com o Palácio dos Condes de Ameal, a igreja paroquial, dedicada a S. Justo, é um dos maiores vultos patrimoniais de Ameal. A maior parte da obra é da primeira metade do século XVI, como se percebe pela porta e arco cruzeiro. No século seguinte, foi-lhe acrescentada uma porta lateral, e no século XIX, por estar em ruínas, sofreu muitas modificações. Assim, a frontaria só conserva de origem a porta manuelina. A própria torre sineira não o é, tendo sido erguida apenas no século passado. O retábulo principal da igreja e os colaterais são do século XVIII. Dourados e policromados, representam respectivamente a Virgem com o Menino e S. José, a Senhora da Conceição e um Crucifixo de pedra, renascentista. As várias capelas do templo são assim descritas pelo "Inventário Artístico de Portugal": "A primeira capela foi do Sacramento. Portal de composição sobreposta, pilastras com pendurados em baixo, colunas na altura do arco, bustos dos Santos Pedro e Paulo nos medalhões, obra datada de 1627, secundária. Tecto de cantaria, em cúpula de caixotes. Retábulo de madeira, policromado, da segunda metade do século XVIII, corrente. A segunda capela tem entrada do mesmo esquema da anterior, mais simples e obra mais dura, decorada de almofadados, dos meados do século XVII.

### Lista de Património
- Igreja de São Justo, século XVI
- Capela de Nossa Senhora da Alegria, século XIII

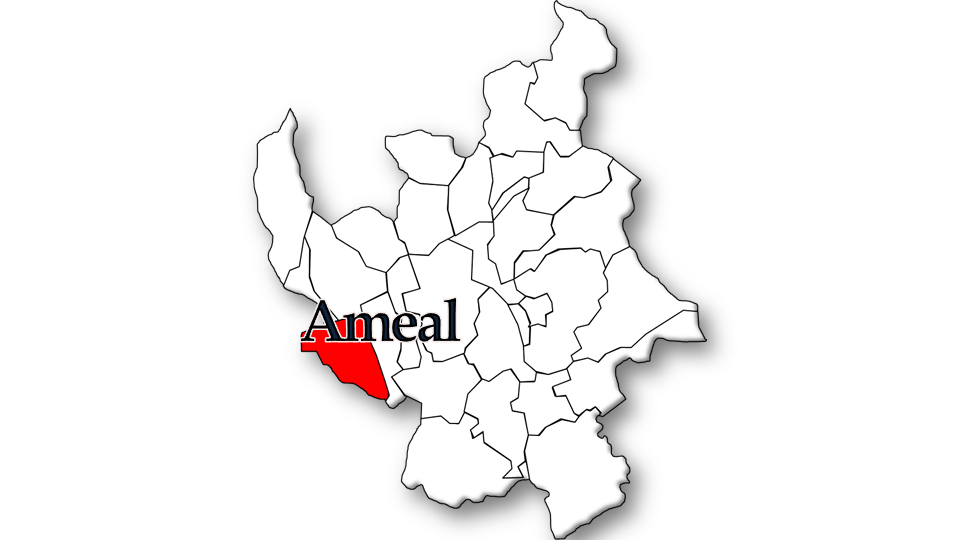
Localização no Município de Coimbra

- Palácio dos Condes do Ameal
- Fonte dos Reis

## População

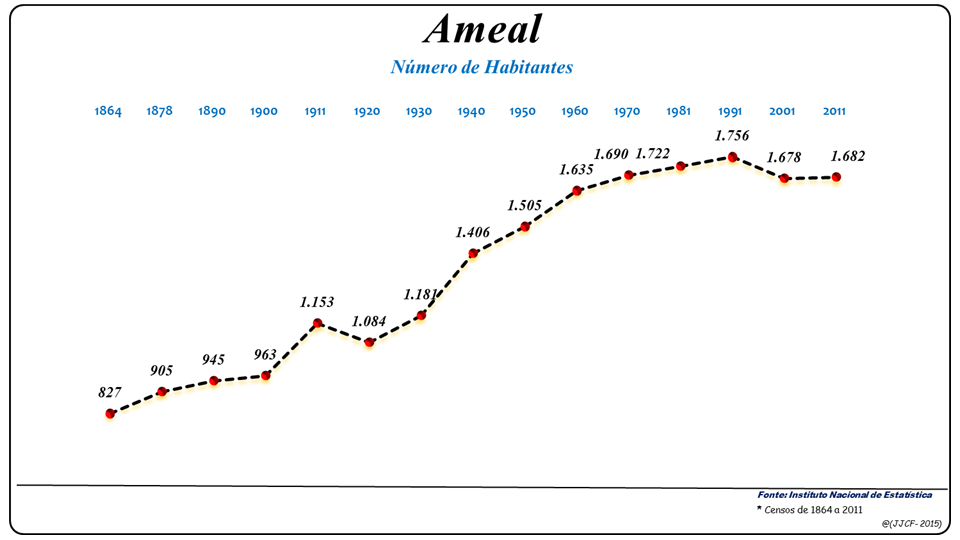
Evolução da População (1864 / 2011)

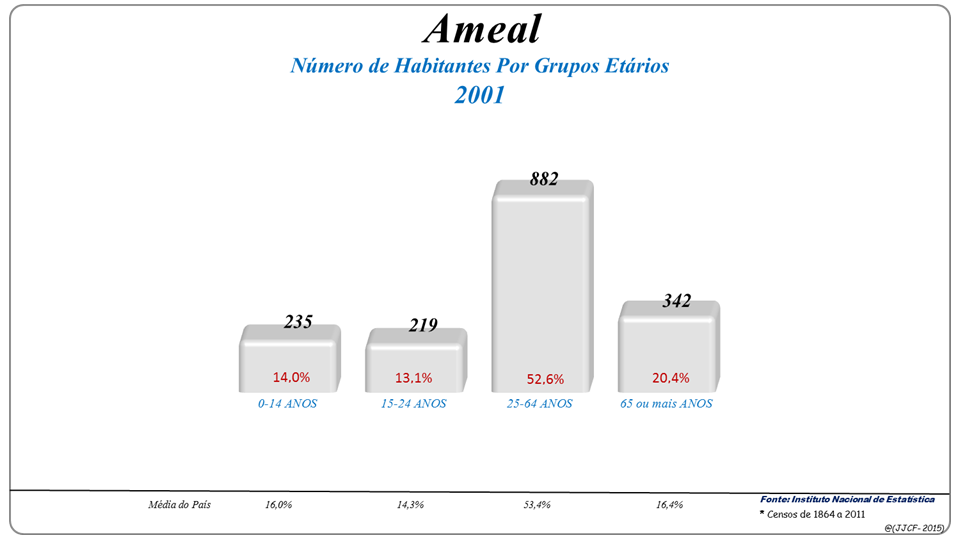
Grupos Etários (2001 e 2011)

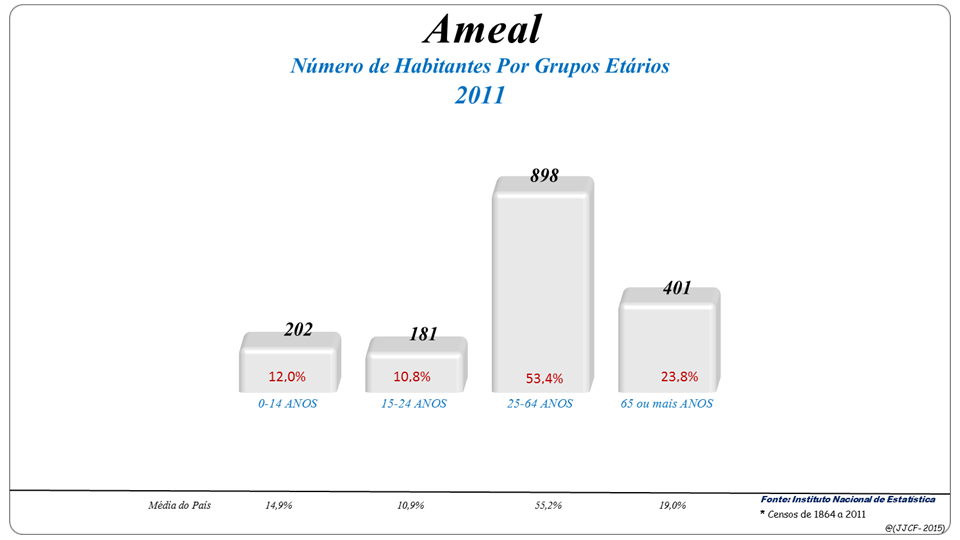
Grupos Etários (2001 e 2011)

| População da freguesia de Ameal | População da freguesia de Ameal | População da freguesia de Ameal | População da freguesia de Ameal | População da freguesia de Ameal | População da freguesia de Ameal | População da freguesia de Ameal | População da freguesia de Ameal | População da freguesia de Ameal | População da freguesia de Ameal | População da freguesia de Ameal | População da freguesia de Ameal | População da freguesia de Ameal | População da freguesia de Ameal | População da freguesia de Ameal |
| ------------------------------- | ------------------------------- | ------------------------------- | ------------------------------- | ------------------------------- | ------------------------------- | ------------------------------- | ------------------------------- | ------------------------------- | ------------------------------- | ------------------------------- | ------------------------------- | ------------------------------- | ------------------------------- | ------------------------------- |
| 1864                            | 1878                            | 1890                            | 1900                            | 1911                            | 1920                            | 1930                            | 1940                            | 1950                            | 1960                            | 1970                            | 1981                            | 1991                            | 2001                            | 2011                            |
| 827                             | 905                             | 945                             | 963                             | 1 153                           | 1 084                           | 1 181                           | 1 406                           | 1 505                           | 1 635                           | 1 690                           | 1 722                           | 1 756                           | 1 678                           | 1 682                           |

## Personalidades
- João Maria Correia Aires de Campos - 1º Visconde do Ameal e 1° Conde do Ameal, deputado e Presidente da Câmara Munícipal de Coimbra
- João Ameal, pseudónimo de João Francisco de Barbosa Azevedo de Sande Aires de Campos - Conde de Ameal, jornalista e escritor
- João Rasteiro - Poeta e ensaísta.